# Karl Wiser
Karl Wiser, též Carl Wiser (6. března 1800 Vídeň – 18. června 1889 Linec), byl rakouský právník a politik německé národnosti z Horních Rakous, dlouholetý starosta Lince, během revolučního roku 1848 poslanec Říšského sněmu, v 60. letech 19. století poslanec Říšské rady.

## Biografie
Vystudoval piaristické gymnázium ve Vídni a vystudoval filozofii a právní vědu na Vídeňskou univerzitu. Od roku 1824 do roku 1835 působil jako úředník u dvorní prokuratury. Roku 1835 odešel s manželkou do Lince, kde byl činný jako dvorní a soudní advokát. Zastával i funkci prezidenta hornorakouské advokátní komory. Od roku 1888 pracoval u c. k. státního soudního dvora.
Během revolučního roku 1848 se zapojil do veřejného dění. Od roku 1848 do roku 1850 byl členem obecního výboru v Linci. Spoluzaložil liberální politický spolek. Ve volbách roku 1848 byl zvolen na ústavodárný Říšský sněm. Zastupoval volební obvod Linec. Profesí se tehdy uváděl coby advokát. Byl též sněmovním zapisovatelem.
V letech 1850–1851 a 1861–1885 byl obecním radním v Linci. Od dubna 1873 do dubna 1885 působil jako starosta Lince a do roku 1879 i předseda městské školní rady a člen zemské školní rady. Od roku 1869 do roku 1873 zastával funkci zemského předsedy liberálního politického spolku.
Do vysoké politiky se vrátil ihned po obnovení ústavního systému počátkem 60. let. V zemských volbách v roce 1861 byl zvolen na Hornorakouský zemský sněm za kurii městskou, obvod Linec. Mandát poslance obhájil ve volbách roku 1867, 1870, obou volbách roku 1871 i ve volbách roku 1878. Zemským poslancem byl až do roku 1883. Patřil mezi německé liberální politiky (tzv. Ústavní strana, liberálně a centralisticky orientovaná). Od roku 1861 do roku 1868 byl též náměstkem zemského hejtmana (předsedy sněmu). V roce 1868 po několik týdnů sám zastával post zemského hejtmana, ovšem jen jako úřadující hejtman (hejtman Dominik Lebschy rezignoval). Poté, co do hejtmanské funkce nastoupil v červnu 1868 Moritz Eigner, požádal Wiser o zproštění funkce jeho náměstka.
Působil také coby poslanec Říšské rady (celostátního parlamentu Rakouského císařství), kam ho delegoval Hornorakouský zemský sněm roku 1861 (Říšská rada tehdy ještě byla volena nepřímo, coby sbor delegátů zemských sněmů). V seznamu poslanců během zasedání Říšské rady od roku 1863 již není uváděn. V době svého působení v parlamentu byl uváděn jako Dr. Carl Wiser, advokát v Linci.
V březnu 1880 mu město Linec udělilo čestné občanství. Téhož roku oslavil 80. narozeniny a přání k životnímu jubileu tehdy podepsalo přes osmdesát poslanců Říšské rady. V roce 1885 se stáhl z politických funkcí a žil v ústraní. Zemřel v červnu 1889.